# Inspektorat Wojskowej Straży Granicznej
Inspektorat Wojskowej Straży Granicznej – organ dowodzenia Wojskowej Straży Granicznej okresu II Rzeczypospolitej.

## Formowanie i zmiany organizacyjne
Wiosną 1919 Straż Graniczna bez ogłaszania jakichkolwiek dekretów przeszła pod wyłączną komendę Ministerstwa Spraw Wojskowych. W ramach zmian strukturalnych nastąpiła zmiana w nazwie. Odtąd korpus nazywał się Wojskową Strażą Graniczną. Nastąpiły też zmiany w strukturze organizacyjnej.
W kwietniu 1919 dotychczasowe dowództwo Wojskowej Straży Granicznej przekształcono w Inspektorat Wojskowej Straży Granicznej. Pod względem operacyjnym inspektorat został podporządkowany II wiceministrowi spraw wojskowych, a pod względem zaopatrzenia – Dowództwu Okręgu Generalnego „Warszawa”.
Według regulaminu wydanego przez Ministerstwo Spraw Wojskowych inspektorat został utworzony w celu:

„Utrzymania jednolitości organizacyjnej, wyszkolenia żołnierzy, kontroli sprawności i gotowości bojowej pododdziałów. Jest on w k-westiach tyczących się ochrony granic organem łącznikowym pomiędzy zainteresowanymi ministerstwami cywilnymi, a zwłaszcza Ministerstwami Skarbu i Aprowizacji”

W Inspektoracie WSGran. pracowało ośmiu oficerów, dwóch wachmistrzów, trzech podoficerów i dwudziestu trzech szeregowców. Inspektorat składał się z dwóch wydziałów i adiutantury. W wydziale organizacyjno-granicznym pracowało dwóch oficerów – jeden oficer sztabowy do spraw organizacji, dyslokacji i wojskowej ochrony granic oraz drugi do spraw wyszkolenia, regulaminów, szkół itp. Wydział kontroli obsługiwało trzech oficerów – jeden do spraw kontroli służby granicznej i łączności między resortami, drugi do spraw kontrwywiadu, przemytnictwa i kwestii prawnych, trzeci prowadził ewidencję przemytnictwa. W adiutanturze, oprócz dwunastu szeregowców i pięciu podoficerów zatrudnionych było dwóch oficerów, w tym jeden starszy.
14 lipca 1919 ukazało się rozporządzenie ministra spraw wojskowych odnośnie do dyslokacji i reorganizacji oddziałów granicznych. Dotychczasowe kompetencje Inspektoratu WSG pozostały bez zmian.

## Regulamin Inspektoratu Wojskowej Straży Granicznej
Regulamin określał prawa i obowiązki inspektora WSG:

„Jest on przełożonym wszystkich oddziałów WSG w kraju przysługuje mu stanowisko Inspektora Wojsk oraz prawa i kompetencje dowódcy brygady, a w zakresie mianowania podchorążych, przydzielania oficerów, przenoszenia żołnierzy itp. prawa i kompetencje dowódcy Wojskowego Okręgu Generalnego. Inspektor czuwa nad jednolitym pojmowaniem i wykonywaniem przepisów regulaminów i rozkazów wydanych przez Ministerstwo Spraw Wojskowych, a także rozporządzeń wydanych przez ministerstwa cywilne. W tym celu ma on przez częste inspekcje pułków, samodzielnych dywizjonów, posterunków granicznych oraz wszystkich szkół i kursów specjalnych dla Straży Granicznej wykonywać następujące zadania:
- oceniać wykształcenie teoretyczne i praktyczne oficerów i żołnierzy, tak w ogólnej służbie wojskowej, jak i w specjalnej dotyczącej ochrony granic
- sprawdzać gotowość bojową Wojskowej Straży Granicznej oraz stan i konserwację broni palnej i białej;
- sprawdzać stan koni pod względem wyglądu ogólnego, rasy i pielęgnacji;
- sprawdzać na granicy racjonalność dyslokacji poszczególnych oddziałów i posterunków granicznych oraz wykonywanie zadań wynikających z rozporządzeń ministerstw cywilnych”

Zgodnie z kolejnymi punktami regulaminu „Inspektor Wojskowej Straży Granicznej nie miał prawa wydawania bezpośrednich rozkazów”. Mógł występować z wnioskami do ministra spraw wojskowych lub dowódców poszczególnych DOG, w sprawach organizacyjnych i służbowych jednostek granicznych. Był to zatem regulamin niekonsekwencji i sprzeczności. Inspektor był przełożonym wszystkich oddziałów Wojskowej Straży Granicznej, nie miał jednak prawa wydawania bezpośrednich rozkazów oddziałom Straży Granicznej. Inspektorat, poza funkcją kontrolną, spełniał rolę pośrednika między resortami odpowiedzialnymi za ochronę granic, a dowództwami okręgów. Pośrednictwo to ograniczało się w zasadzie do przekazywania gotowych już rozporządzeń i zaleceń oraz kontroli ich wykonania.

## Struktura organizacyjna
W marcu 1920:
- Inspektorat Wojskowej Straży Granicznej
  - adiutantura
  - wydział organizacyjno-graniczny
  - wydział kontroli

## Oficerowie Inspektoratu Wojskowej Straży Granicznej
Inspektorzy Wojskowej Straży Granicznej
- ppłk Adolf Małyszko (do 18 VII 1919)
- płk Bronisław Zaniewski (od 18 VII 1919)

Obsada personalna w połowie 1919
- inspektora Wojskowej Straży Granicznej – płk Adolf Małyszko
- zastępca inspektora Wojskowej Straży Granicznej – płk Bronisław Zaniewski
- oficer do spraw kontroli – mjr Aleksander Putkowski
- oficer do spraw organizacji – por. Jan Szyndler
- oficer do spraw szkolnictwa – ppor. Zdzisław Malicki
- oficer do spraw ewidencji przemytnictwa – ppor. Antoni Klimaszewski
- starszy adiutant – rotmistrz Albin Gołko
- adiutant kancelaryjny – por. Henryk Kuligowski
- naczelny lekarz – mjr Kazimierz Sędziuk
- oficerowie gospodarczo-rachunkowi:

por. Achienbach
ppor. Tadeusz Sokalski
ppor. Wacław Swieżewski
18 lipca 1919 Naczelny Wódz Józef Piłsudski zwolnił podpułkownika Adolfa Małyszkę ze stanowiska inspektora Wojskowej Straży Granicznej, „wyrażając mu podziękowanie za dotychczasową owocną pracę”, i powołał na to stanowisko – „zastępczo” – pułkownika Bronisława Zaniewskiego. 11 września 1919 Naczelny Wódz mianował rotmistrza Eugeniusza Grabowskiego pełniącym obowiązki zastępcy inspektora Wojskowej Straży Granicznej.